# Vol Nigeria Airways 9805
Le 19 décembre 1994, un Boeing 707 cargo effectuant le vol Nigeria Airways 9805, reliant l'aéroport international Roi-Abdelaziz, à Djeddah, à l'aéroport international Mallam Aminu Kano, au Nigeria, a subi un incendie en vol et s'est écrasé dans un marais près de Kiri Kasama, au Nigeria. Le copilote et les 2 passagers présents à bord périssent dans l'accident.

## Avion et équipage
L'appareil impliqué est un Boeing 707-3F9C fabriqué en 1972, immatriculé 5N-ABK auprès de Nigeria Airways. Il comptait 31 477 heures de vol à son actif. Au moment de l'accident, l'avion avait suffisamment de carburant disponible pour voler pendant encore 2h30 et transportait environ 35 tonnes de fret.
Le commandant de bord totalisait 10 917 heures de vol, dont 3 594 sur Boeing 707. Le copilote était autorisé pour voler à la fois sur Boeing 707 et Boeing 727, soit un total de 5 201 heures de vol, dont plus de 2 000 sur Boeing 707. Le mécanicien navigant totalisait 2 293 heures de vol à son actif.
Il y avait également 2 passagers présents à bord, l'ingénieur de la maintenance au sol et le responsable de l'arrimage de la cargaison.

## Enquête
L'enquête révèle que la cause probable de cet accident est la présence d'une substance génératrice de chaleur cachée dans une cargaison de tissus à l'intérieur de la palette n°11 dans la soute cargo de l'avion. 
La chaleur émanant de la palette a provoqué l'apparition de fumée, causant une distraction majeure dans le cockpit, et plus tard une explosion qui a sérieusement altéré les commandes de vol de l'appareil.
Cependant, l'enquête n'a pas pu déterminer la nature de la substance à l'origine de l'incendie.